# نعمت‌الله گرجی
نعمت‌الله گرجی (زاده ۹ فروردین ۱۳۰۵ تهران – درگذشته ۱۷ فروردین ۱۳۷۹ تهران) بازیگر تئاتر، سینما و تلویزیون ایرانی بود.

## زندگی
نعمت‌الله گرجی صفت، فرزند حسین، در سال ۱۳۰۵ در تهران متولد شد. در جوانی به دلیل علاقه اش به نمایش‌های سیاه بازی، به گروه‌های سیار این نمایش‌ها پیوست و مدتی را به اجرای نمایش در شهرستان‌ها گذراند. پس از بازگشت به تهران، در تئاترهای «جامعه باربد»، «نصر» و «دهقان» فعالیت کرد. بازی در مجموعه‌های تلویزیونی در اوایل دهه ۱۳۵۰ از جمله «قصه عشق» و «تلخ و شیرین» موجب شهرت او در این زمینه شد. پس از انقلاب فعالیتش در این زمینه گسترده‌تر شد و در مجموعه‌های بسیاری از جمله «هزاردستان»، «شاه دزد» و «این خانه دور است» ظاهر شد.
نخستین حضورش در سینما بازی در فیلم «گردباد زندگی» (نظام فاطمی، ۱۳۴۷) بود. برخی دیگر از فیلم‌های او در دهه ۱۳۵۰ عبارتند از: «کاکو»، «تپلی» (رضا میرلوحی)، «علی کنکوری» (مسعود اسداللهی)، «ممل آمریکائی» (شاپور قریب) و «گوزن‌ها» (مسعود کیمیایی).
ماندگارترین نقش آفرینی گرجی در سال‌های اخیر، بازی کوتاه ولی به یادماندنی‌اش در نقش باغبان در فیلم زیبای «درخت گلابی» (داریوش مهرجویی، ۱۳۷۶) بود.
او در ۱۷ فروردین ۱۳۷۹ به دلیل بیماری ریوی درگذشت. نعمت‌الله گرجی و محمدعلی فردین، با هم در فاصله یک روز از دنیا رفتند.

## فیلم‌شناسی

### سینما
- ۱ - تهران روزگار نو (۱۳۷۸)
- ۲ - شراره (۱۳۷۸)
- ۳ - درخت گلابی (۱۳۷۶)
- ۴ - سرحد (۱۳۷۵)
- ۵ - فصل پنجم (۱۳۷۵)
- ۶ - روز دیدنی (۱۳۷۳)
- ۷ - روسری آبی (۱۳۷۳)
- ۸ - آخرین خون (۱۳۷۲)
- ۹ - تابع قانون (۱۳۷۱)
- ۱۰ - شهر در دست بچه‌ها (۱۳۷۰)
- ۱۱ - آوای دریا (۱۳۶۹)
- ۱۲ - بازی تمام شد (۱۳۶۸)
- ۱۳ - دخترم سحر (۱۳۶۸)
- ۱۴ - عبور از غبار (۱۳۶۸)
- ۱۵ - تفنگ‌های سحرگاه (۱۳۶۷)
- ۱۶ - ستاره و الماس (۱۳۶۷)
- ۱۷ - شکار (۱۳۶۶)
- ۱۸ - محکومین (۱۳۶۶)
- ۱۹ - تصویر آخر (۱۳۶۵)
- ۲۰ - حریم مهرورزی (۱۳۶۵)
- ۲۱ - شبح کژدم (۱۳۶۵)
- ۲۲ - طغیان (۱۳۶۴)
- ۲۳ - مدار بسته (۱۳۶۴)
- ۲۴ - مدرک جرم (۱۳۶۴)
- ۲۵ - مردی که موش شد (۱۳۶۴)
- ۲۶ - حادثه (۱۳۶۳)
- ۲۷ - راه دوم (۱۳۶۳)
- ۲۸ - ریشه در خون (۱۳۶۳)
- ۲۹ - شب‌شکن (۱۳۶۳)
- ۳۰ - مشت (۱۳۶۳)
- ۳۱ - یک روز گرم (۱۳۶۳)
- ۳۲ - ملخ زدگان (۱۳۶۲)
- ۳۳ - عصیانگران (۱۳۶۰)
- ۳۴ - قدیس (۱۳۶۰)
- ۳۵ - مسافر شب (۱۳۵۹)
- ۳۶ - بر فراز آسمان‌ها (۱۳۵۷)
- ۳۷ - تشنه باران (۱۳۵۷)
- ۳۸ - تکیه بر باد (۱۳۵۷)
- ۳۹ - اشک رقاصه (۱۳۵۶)
- ۴۰ - تازه عروس (۱۳۵۶)
- ۴۱ - جانی و تپل (۱۳۵۶)
- ۴۲ - جمعه (۱۳۵۶)
- ۴۳ - خاتون (۱۳۵۶)
- ۴۴ - خدا قوت (۱۳۵۶)
- ۴۵ - شب آفتابی (۱۳۵۶)
- ۴۶ - شب زخمی (۱۳۵۶)
- ۴۷ - گل‌های کاغذی (۱۳۵۶)
- ۴۸ - هم‌کلاس (۱۳۵۶)
- ۴۹ - واسطه‌ها (۱۳۵۶)
- ۵۰ - بی‌گناه (۱۳۵۵)
- ۵۱ - پسرک (۱۳۵۵)
- ۵۲ - پشمالو (۱۳۵۵)
- ۵۳ - رامشگر (۱۳۵۵)
- ۵۴ - شیر خفته (۱۳۵۵)
- ۵۵ - قاصدک (۱۳۵۵)
- ۵۶ - آلوده (۱۳۵۴)
- ۵۷ - انگشت‌نما (۱۳۵۴)
- ۵۸ - بابا خالدار (۱۳۵۴)
- ۵۹ - تعصب (۱۳۵۴)
- ۶۰ - چشم انتظار (۱۳۵۴)
- ۶۱ - حسرت (۱۳۵۴)
- ۶۲ - خداحافظ کوچولو (۱۳۵۴)
- ۶۳ - مرد شرقی و زن فرنگی (۱۳۵۴)
- ۶۴ - همسفر (۱۳۵۴)
- ۶۵ - ممل آمریکایی (۱۳۵۳)
- ۶۶ - الکی خوش (۱۳۵۳)
- ۶۷ - تهمت (۱۳۵۳)
- ۶۸ - زیر پوست شب (۱۳۵۳)
- ۶۹ - سازش (۱۳۵۳)
- ۷۰ - گروگان (۱۳۵۳)
- ۷۱ - گوزن‌ها (۱۳۵۳)
- ۷۲ - ماشین مشتی ممدلی (۱۳۵۳)
- ۷۳ - مواظب کلات باش (۱۳۵۳)
- ۷۴ - شکست ناپذیر (۱۳۵۳)
- ۷۵ - آقای جاهل (۱۳۵۲)
- ۷۶ - پاپوش (۱۳۵۲)
- ۷۷ - تنگسیر (۱۳۵۲)
- ۷۸ - خاک (۱۳۵۲)
- ۷۹ - در آخرین لحظه (۱۳۵۲)
- ۸۰ - شورش (۱۳۵۲)
- ۸۱ - طاهر (۱۳۵۲)
- ۸۲ - علی کنکوری (۱۳۵۲)
- ۸۳ - غول (۱۳۵۲)
- ۸۴ - محبوب بچه‌ها (۱۳۵۲)
- ۸۵ - مصطفی لره (۱۳۵۲)
- ۸۶ - پدر که ناخلف افتد (۱۳۵۱)
- ۸۷ - تپلی (۱۳۵۱)
- ۸۸ - حسن سیاه (۱۳۵۱)
- ۸۹ - خانواده سرکار غضنفر (۱۳۵۱)
- ۹۰ - شیر تو شیر (۱۳۵۱)
- ۹۱ - کاکو (۱۳۵۰)
- ۹۲ - یک چمدان سکس (۱۳۵۰)
- ۹۳ - یک مرد یک شهر (۱۳۵۰)
- ۹۴ - گردباد زندگی (۱۳۴۷)
- ۹۵ - غم‌ها و شادی‌ها (۱۳۴۶)

### تلویزیون
| سال       | نام                              | سمت          | کارگردان                             | توضیحات |
| --------- | -------------------------------- | ------------ | ------------------------------------ | --- |
| ۱۳۷۸      | کاشانه                           | بازیگر       | قاسم جعفری                           | شبکه ۳ |
| ۱۳۷۸      | پرتوهای نور                      | بازیگر       | سیدمحسن یوسفی                        | |
| ۱۳۷۸      | پدرخوانده                        | بازیگر       | حمید قدکچیان                         | شبکه تهران |
| ۱۳۷۷–۱۳۷۸ | زیر بازارچه                      | بازیگر       | رضا ژیان                             | در تعطیلات نوروز از شبکه ۲ پخش می‌شد.                                                                          |
| ۱۳۷۷      | به سوی افتخار                    | بازیگر       | سیروس مقدم                           | شبکه ۳ |
| ۱۳۷۷      | تولدی دیگر                       | بازیگر       | داریوش فرهنگ                         | شبکه تهران |
| ۱۳۷۷      | ماجراهای خانواده تمدن (سری اول)  | بازیگر       | غلامعباس قنبری امیرمسعود تیمورخواه   | هر روز ظهر، از برنامه سیمای خانواده پخش می‌شد.                                                                 |
| ۱۳۷۷      | روزگار جوانی                     | بازیگر مهمان | اصغر توسلی شاپور قریب                | |
| ۱۳۷۷      | پزشکان                           | بازیگر مهمان | مسعود کرامتی                         | شبکه ۳ |
| ۱۳۷۶      | قطار ابدی                        | بازیگر       | بهروز بقایی رضا عطاران               | شبکه ۳ |
| ۱۳۷۶      | عروسی ۷۷                         | بازیگر       | مهرداد پوراحمد                       | در نوروز ۱۳۷۷ پخش شد                                                                                          |
| ۱۳۷۵–۱۳۷۶ | سیاه، سفید، خاکستری              | بازیگر       | سیامک شایقی                          | شبکه ۲ |
| ؟         | افسانه                           | بازیگر       | مسعود رشیدی                          | اواسط دهه هفتاد از برنامه سیمای خانواده پخش می‌شد.                                                             |
| ؟         | شالیزار                          | بازیگر       | علی اکبر ذاکری                       | اواسط دهه هفتاد از برنامه سیمای خانواده پخش می‌شد.                                                             |
| ۱۳۷۵      | گریز                             | بازیگر       | کریم آتشی                            | مجموعهٔ پلیسی ۲۰ قسمتی                                                                                         |
| ۱۳۷۵      | ببخشید                           | بازیگر       | رضا کرم‌رضایی                         | |
| ۱۳۷۳–۱۳۷۵ | علاءالدین                        | بازیگر       | بهرام شاه‌محمدلو حسین فردرو           | از برنامه کودک و نوجوان شبکه ۱ پخش می‌شد.                                                                      |
| ۱۳۷۴      | داستان یک زندگی                  | بازیگر       | کامبیز دری                           | از برنامه سیمای خانواده پخش می‌شد.                                                                             |
| ۱۳۷۴      | درد پنهان                        | بازیگر       | ؟                                    | هر روز ظهر، از برنامه سیمای خانواده پخش می‌شد.                                                                 |
| ۱۳۷۴      | علی‌آقا ۱۲۱                       | بازیگر مهمان | محمد صالح علا                        | شبکه ۲ |
| ۱۳۷۴      | زائر غریب                        | بازیگر       | اکبر صادقی                           | نویسنده: «بهمن زرین‌پور»                                                                                       |
| ۱۳۷۴      | آتیه                             | بازیگر       | رضا صفایی                            | شبکه ۱ |
| ۱۳۷۴      | مردم گریز                        | بازیگر       | عبدالرضا اکبری                       | از برنامه سیمای خانواده شبکه ۱ پخش می‌شد.                                                                      |
| ۱۳۷۴      | فراری                            | بازیگر       | ناصر محمدی                           | هر روز ظهر در برنامه سیمای خانواده پخش می‌شد.                                                                  |
| ۱۳۷۰–۱۳۷۴ | این خانه دور است                 | بازیگر       | بیژن بیرنگ مسعود رسام                | |
| ۱۳۷۳      | بهاران در بهار                   | بازیگر       | غلامرضا رمضانی                       | ماه رمضان ۱۳۷۴ از شبکه ۲ پخش شد.                                                                              |
| ۱۳۷۳      | همسران                           | بازیگر مهمان | بیژن بیرنگ مسعود رسام                | شبکه ۲ |
| ۱۳۷۳      | باد مثل بادکنک                   | بازیگر       | محمدباقر خسروی                       | |
| ۱۳۷۲      | ضرب‌المثل‌ها                       | بازیگر       | شاپور قریب                           | برنامه کودک و نوجوان شبکه ۲                                                                                   |
| ۱۳۷۲      | خانواده حمزه‌علی خان              | بازیگر       | محمدباقر خسروی                       | شبکه ۱ |
| ۱۳۷۰–۱۳۷۲ | مش خیرالله صندوقچه اسرار         | بازیگر       | حسین فردرو داریوش مؤدبیان            | بازی در اپیزود «قالیچه کاشی»                                                                                  |
| ۱۳۷۲      | از پا نیفتاده                    | بازیگر       | حسین کامران                          | اوایل دهه هفتاد از برنامه سیمای خانواده پخش می‌شد.                                                             |
| ۱۳۷۱      | خاله سارا                        | بازیگر       | فرامرز باصری                         | شبکه ۱ |
| ۱۳۷۰      | امام علی                         | بازیگر       | داود میرباقری                        | شبکه ۱ |
| ۱۳۶۹      | در انتهای شب                     | بازیگر       | منوچهر پوراحمد                       | |
| ۱۳۶۸      | ازدواج پرماجرا                   | بازیگر       | منوچهر پوراحمد                       | در نوروز ۱۳۶۹ از شبکه ۱ پخش شد.                                                                               |
| ۱۳۶۳–۱۳۶۶ | کوچک جنگلی                       | بازیگر       | بهروز افخمی                          | در نقش «مشهدی علیشاه»                                                                                         |
| ۱۳۵۸–۱۳۶۶ | هزاردستان                        | بازیگر       | علی حاتمی                            | |
| ۱۳۶۲      | دید و بازدید                     | بازیگر       | حسن عابدی                            | شبکه ۱ |
| ۱۳۶۲      | طبل توخالی                       | بازیگر       | احمد نجیب‌زاده                        | در دهه فجر ۱۳۶۲ از شبکه ۱ پخش شد.                                                                             |
| ۱۳۶۱      | اشک تمساح                        | بازیگر       | احمد نجیب‌زاده                        | |
| ۱۳۵۹      | شاه‌دزد                           | بازیگر       | احمد نجیب‌زاده                        | در بهمن ۱۳۵۹ از شبکه ۱ پخش شد.                                                                                |
| ۱۳۵۷      | نمایشهای سنتی زنانه (مورچه داره) | بازیگر       | کارگردان تلویزیونی: بیژن فیّاد        | کاری از: «رضا میرلوحی» - فقط دو قسمت از چهار قسمت پخش شد                                                      |
| ۱۳۵۶      | همه از یک خانواده                | بازیگر       | منصور پورمند                         | |
| ۱۳۵۵      | مرد اول                          | بازیگر       | پرویز کاردان                         | |
| ۱۳۵۳      | تلخ و شیرین                      | بازیگر       | منصور پورمند                         | |
| ۱۳۵۲      | قصه عشق                          | بازیگر       | منصور پورمند                         | |
| ۱۳۵۰–۱۳۵۲ | دلیران تنگستان                   | بازیگر       | همایون شهنواز                        | در نقش «حاکم بوشهر» این سریال در چهارده قسمت و در طول دو سال ساخته شد و اولین بار در اسفند ۱۳۵۳ پخش گردید.    |
| ۱۳۴۷      | خون و شرف                        | بازیگر       | ؟                                    | |
| ۱۳۴۹      | داش پالکی                        | بازیگر       | سهراب اخوان                          | |
| ۱۳۴۶–۱۳۴۹ | سرکار استوار                     | بازیگر       | منصور پورمند پرویز کاردان پرویز صیاد | این سریال، نزدیک به ۲۰۰ قسمت داشت و پخش آن از اواسط سال ۱۳۴۶ آغاز شد و پس از وقفه ای، تا سال ۱۳۴۹ ادامه داشت. |

## نگارخانه

نمایی از مقبره نعمت‌الله گرجی